# Landes de Lot-et-Garonne
Les landes de Lot-et-Garonne constituent la pointe orientale de la forêt des Landes, au Sud-Ouest de la France, et font partie du Pays d'Albret.

## Géographie
Le canton de Houeillès, possède une densité de population des plus faibles de France avec 4,70 habitants au km². Il est, également, un des moins peuplés de France, avec 1 500 habitants.